# Baloncesto Superior Nacional
El Baloncesto Superior Nacional, también conocida por sus siglas BSN, es la liga de baloncesto más importante de Puerto Rico. La liga fue establecida en 1930 y desde entonces ha producido jugadores reconocidos a nivel mundial. El equipo más laureado son los Vaqueros de Bayamón con 17 títulos.

## Historia
Es de las ligas más antiguas y más competitivas y gracias tanto a jugadores puertorriqueños como Carlos Arroyo, José Juan Barea, Teófilo Cruz, que han jugado en la BSN y en la NBA, como también por muchos exjugadores de la propia NBA que han jugado en la liga; la competición se ha dado a conocer mundialmente. 

[actualizar]

## Clubes
| División | Equipo                  | Ciudad       | Colores                   | Pabellón                         | Capacidad | Fundación |
| -------- | ----------------------- | ------------ | ------------------------- | -------------------------------- | --------- | --------- |
| A        | Piratas de Quebradillas | Quebradillas | Rojo, Negro, Blanco       | Coliseo Raymond Dalmau           | 5,500     | 1926      |
| A        | Atléticos de San Germán | San Germán   | Anaranjado, Negro, Blanco | Coliseo Arquelio Torres Ramírez  | 5,000     | 1930      |
| A        | Capitanes de Arecibo    | Arecibo      | Amarillo, Negro           | Coliseo Manuel Petaca Iguina     | 12,000    | 1946      |
| A        | Leones de Ponce         | Ponce        | Rojo, Negro, Blanco       | Auditorio Juan Pachín Vicéns     | 11,000    | 1946      |
| A        | Indios de Mayagüez      | Mayagüez     | Verde, Rojo, Plata        | Palacio de Recreación y Deportes | 5,500     | 1956      |
| A        | Osos de Manatí          | Manatí       | Dorado, Blanco            | Coliseo Juan Cruz Abreu          | 8,000     | 2023      |
| B        | Vaqueros de Bayamón     | Bayamón      | Azul, Oro, Blanco         | Coliseo Rubén Rodríguez          | 12,000    | 1930      |
| B        | Mets de Guaynabo        | Guaynabo     | Rojo, Azul                | Coliseo Mario Morales            | 5,500     | 1935      |
| B        | Cangrejeros de Santurce | Santurce     | Rojo, Azul                | Coliseo Roberto Clemente         | 9,000     | 1918      |
| B        | Gigantes de Carolina    | Canóvanas    | Negro, Rojo               | Coliseo Carlos Miguel Mangual    | 5,000     | 1971      |
| B        | Criollos de Caguas      | Caguas       | Negro, Rojo, Azul         | Coliseo Roger Mendoza            | 3,000     | 1976      |
| B        | Santeros de Aguada      | Aguada       | Verde, Blanco, Rojo       | Coliseo Ismael Delgado           | 7,500     | 1992      |

### Equipos desaparecidos
| Equipo                    | Ciudad                                                       | Periodo                                | Pabellón                          |
| ------------------------- | ------------------------------------------------------------ | -------------------------------------- | --------------------------------- |
| Atenienses de Manatí      | Manatí                                                       | 2014–2017                              | Coliseo Juan Cruz Abreu           |
| Avancinos de Villalba     | Villalba                                                     | 1996–1998                              | Coliseo José Ibem Marrero         |
| Cardenales de Río Piedras | Río Piedras                                                  | 1940-1985                              | ???                               |
| Gallitos de Isabela       | Isabela                                                      | 1969, 1985-1986, 1997–2005, 2010, 2017 | Coliseo Jose "Buga" Abreu         |
| Indios de Canóvanas       | Canóvanas                                                    | 1977-1991                              | Coliseo Carlos Miguel Mangual     |
| Maratonistas de Coamo     | Coamo                                                        | 1985–1996, 1999–2015                   | Coliseo Edwin "Puruco" Nolasco    |
| Polluelos de Aibonito     | Aibonito                                                     | 1977–2001                              | Cancha Marron Aponte              |
| Cariduros de Fajardo      | Fajardo                                                      | 1973–1998, 2007–2008, 2017–2023        | Coliseo Tomás Dones               |
| Taínos de Cabo Rojo       | Cabo Rojo                                                    | 1989–1993                              | Rebekah Colberg Cabrera Coliseum  |
| Tiburones de Aguadilla    | Aguadilla                                                    | 1990–1998                              | Luis T. Diaz Coliseum             |
| Titanes de Morovis        | Morovis                                                      | 1977–2006                              | Coliseo José Pepe Huyke           |
| Caciques de Humacao       | Humacao \|\| 2005-2018 \|\| Coliseo Marcelo Trujillo Panisse |                                        |                                   |
| Toritos de Cayey          | Cayey                                                        | 2002–2004                              | Coliseo Luis Raúl "El Rolo" Colón |

1. 1 2 3  Cardenales de Río Piedras (1940-1985), Maratonistas de Coamo (1985-1996, 1996-2015) y Avancinos de Villalba (1996-1999) son el mismo club que cambió de nombre.

## Campeones del BSN

### Número de campeonatos por equipo
| Equipos                   | Finales | Campeonatos | Subcampeoantos | Años campeón                                                                                         | Años subcampeón                                                          |
| ------------------------- | ------- | ----------- | -------------- | --- | ------------------------------------------------------------------------ |
| Vaqueros de Bayamón       | 27      | 17          | 10             | 1933, 1935, 1967, 1969, 1971, 1972, 1973, 1974, 1975, 1981, 1988, 1995, 1996, 2009, 2020, 2022, 2025 | 1930, 1934, 1970, 2001, 2002, 2005, 2010, 2016, 2018, 2023               |
| Atléticos de San Germán   | 26      | 14          | 12             | 1932, 1938, 1939, 1941, 1942, 1942-1943, 1947, 1948, 1949, 1950, 1985, 1991, 1994, 1997              | 1931, 1933, 1936*, 1938*, 1940, 1954, 1955, 1956, 1957, 1965, 1986, 2022 |
| Leones de Ponce           | 25      | 14          | 11             | 1952, 1954, 1960, 1961, 1964, 1965, 1966, 1990, 1992, 1993, 2002, 2004, 2014, 2015                   | 1949, 1958, 1963, 1967, 1989, 1995, 1996, 1998, 2003, 2013, 2019, 2025   |
| Cangrejeros de Santurce   | 14      | 8           | 6              | 1962, 1968, 1998, 1999, 2000, 2001, 2003, 2007                                                       | 1942, 1942–1943, 1951, 1952, 1964, 2006                                  |
| Capitanes de Arecibo      | 19      | 8           | 11             | 1959, 2005, 2008, 2010, 2011, 2016, 2018, 2021                                                       | 1932, 1946, 1948, 1961, 1966, 1992, 2007, 2012, 2014, 2015, 2017         |
| Cardenales de Río Piedras | 15      | 6           | 9              | 1946, 1955, 1956, 1957,1963, 1976                                                                    | 1941, 1947, 1959, 1960, 1962, 1968, 1969, 1971, 1977                     |
| Piratas de Quebradillas   | 18      | 6           | 12             | 1970, 1977, 1978, 1979, 2013, 2017                                                                   | 1937, 1972, 1973, 1975, 1976, 1980, 1982, 1999, 2000, 2009, 2011, 2020   |
| Capitalinos de San Juan   | 9       | 5           | 4              | 1930, 1931, 1940, 1945, 1958                                                                         | 1943, 1944, 1950, 1974                                                   |
| Mets de Guaynabo          | 10      | 3           | 7              | 1980, 1982, 1989                                                                                     | 1978, 1981, 1983, 1985, 1990, 1993, 2021                                 |
| Vega Baja                 | 4       | 2           | 2              | 1934, 1937                                                                                           | 1935, 1939                                                               |
| Gallitos de la UPR        | 3       | 2           | 1              | 1944, 1951                                                                                           | 1945                                                                     |
| Indios de Canóvanas       | 3       | 2           | 1              | 1983, 1984                                                                                           | 1988                                                                     |
| Club Náutico San Juan     | 1       | 1           | 0              | 1936                                                                                                 | —                                                                        |
| Polluelos de Aibonito     | 2       | 1           | 1              | 1986                                                                                                 | 1987                                                                     |
| Titanes de Morovis        | 1       | 1           | 0              | 1987                                                                                                 | —                                                                        |
| Criollos de Caguas        | 1       | 1           | 0              | 2006                                                                                                 | —                                                                        |
| Indios de Mayagüez        | 1       | 1           | 0              | 2012                                                                                                 | —                                                                        |
| Santeros de Aguada        | 1       | 1           | 0              | 2019                                                                                                 | -                                                                        |
| Gigantes de Carolina      | 4       | 1           | 3              | 2023                                                                                                 | 1979, 1997, 2008                                                         |
| Brujos de Guayama         | 2       | 0           | 2              | — | 1991, 1994                                                               |
| Gallitos de Isabela       | 1       | 0           | 1              | — | 1984                                                                     |
| Maratonistas de Coamo     | 1       | 0           | 1              | — | 2004                                                                     |